# Chigarhalli, Jevargi
Chigarhalli là một làng thuộc tehsil Jevargi, huyện Gulbarga, bang Karnataka, Ấn Độ.